# Fortunato Serantoni

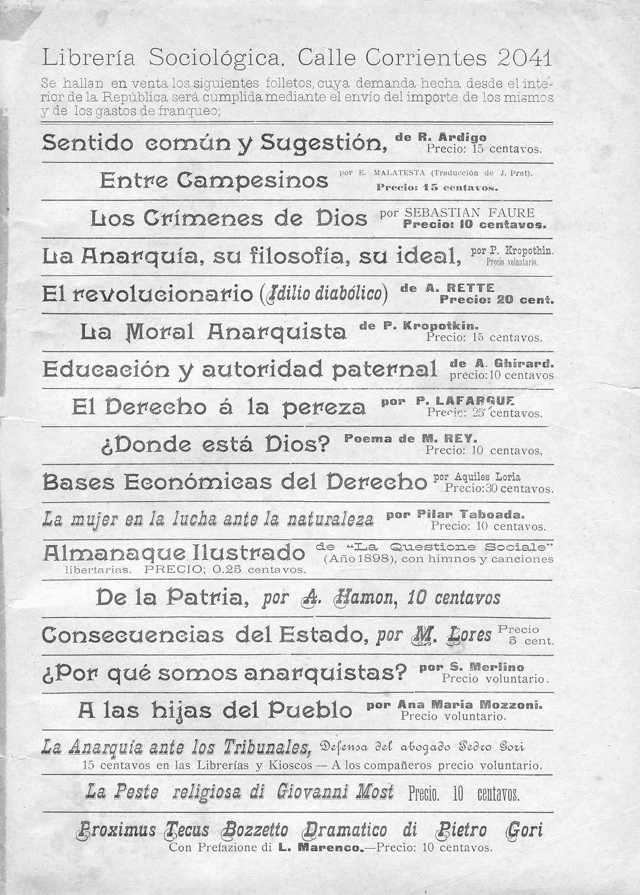
Contratapa de Ciencia Social (1898), con la publicidad de la Librería Sociológica de Fortunato Serantoni.

Fortunato Serantoni (?-1908), militante anarquista italiano, de importante actuación en Argentina. Fue un destacado editor de periódicos y libros, entre los que destacan La Questione Sociale, El Perseguido, El Oprimido y Ciencia Social. 
En 1872 formó parte de la sección florentina de la Primera Internacional. En Italia editó Almanaques socialistas y otras publicaciones anarquistas hasta que fue expulsado en 1879. Se exilió en España entre 1885 y 1892. Editó en Barcelona del 8 de septiembre de 1889 al 20 de enero de 1890 el periódico La Revolución Social.
Se trasladó a la Argentina, incorporándose al grupo editor de El Perseguido, del que se separó poco después por fuertes diferencias ideológicas. Fundó la Librería Sociológica (editorial y librería), que se ubicaba en la calle Corrientes N.º 2041. Como librero, importaba y distribuía gran cantidad de literatura anarquista. En esta tarea colaboraba P. Tonini, dueño de la imprenta "Tipografía Elzeviriana", especializada en literatura ácrata. El 15 de julio de 1894, en Buenos Aires reeditó el periódico La Questione Sociale, que había sido publicado por Malatesta en 1885. Se editaba en italiano y castellano, y representaba a la corriente organizativa del anarquismo argentino. Se publicó hasta el 30 de octubre de 1896. Editó XX Settembre, un ejemplar único en 1895, para oponerse a la tradicional celebración patriótica italiana. Otro ejemplar único fue El Alba del Siglo XX, editado el 31 de diciembre de 1900. En 1899 publicó el libro de su autoría, Per un inocente d'Italia. Cesare Battachi, por Librería Sociológica.
Serantoni se hizo cargo en 1895 de El Oprimido, que había sido editado por Juan Creaghe. Desde abril de 1897 hasta 1901 dirigió Ciencia Social, publicando artículos de William Morris, Eliseo Reclus, Sebastián Faure, Errico Malatesta, Jean Grave, Carlos Malato, Juan Creaghe, Miguel de Unamuno, etc. Editó las clases de Pietro Gori dictadas en la Facultad de Derecho de la Universidad de Buenos Aires. La dejó de editar en 1899.
Editó numerosos folletos, en tiradas de 3000 ejemplares, entre los que se destacan Un episodio de amor en Colonia Cecilia, del doctor Rossi y Perche siamo anarchici, de Saverio Merlino. También enviaba literatura anarquista hacia Italia. Serantoni era un experto contrabandista de literatura prohibida, llegando a pasar clandestinamente 25.000 folletos. Esta facilidad para burlar los controles policiales se debía a su vida retirada y apartada de los actos públicos. No obstante su vida reservada, su librería fue asaltada por la policía y su material incautado en 1902 (unos 6000 folletos y centenares de libros). Para evitar la detención Serantoni tuvo que huir de la Argentina. Murió en 1908.